# Jules Sauerwein
Jules Auguste Sauerwein, född den 20 januari 1880 i Marseille, död den 30 juni 1967 i Saint-Cloud, var en fransk tidningsman.
Sauerwein, som var medarbetare i flera tidningar, var som utrikesredaktör i "Le Matin" fram till 1940 synnerligen väl underrättad och inflytelserik.